# De manier
De manier is een lied van de Nederlandse rappers Kraantje Pappie en Bizzey. Het werd in 2016 als single uitgebrachte en stond in hetzelfde jaar als derde track op het album Crane III van Kraantje Pappie.

## Achtergrond
De manier is geschreven door Martijn van Sonderen, Thijs de Vlieger, Nik Roos, Leo Roelandschap en Alex van der Zouwen en geproduceerd door Nightwatch. Het nummer werd voor het eerst ten horen gebracht bij 3FM. Het nummer gaat over een vrouw en hoe zij dingen doet, zoals dansen en lachen. De single heeft in Nederland de driemaal platinastatus.
Het is de eerste keer dat de artiesten met elkaar samenwerken. Deze samenwerking werd na De manier meermaals herhaald. Zo hadden de twee later onder andere de hits Traag, Ja!, Ik heb je nodig, Drup, Last man standing, Hockeymeisjes en Zin in de zomer man. 

## Hitnoteringen
Het nummer was succesvol in de hitlijsten van het Nederlands taalgebied. Het nummer haalde de 22e plaats in Single Top 100 en een 37e plaats in de hitlijst van Vlaanderen. De Top 40 haalde het niet, want het bleef steken op de zevende plaats van de Tipparade.